# 深夜食堂 (電影)
《深夜食堂》（日語：しんやしょくどう）於2015年1月31日上映，由松岡錠司所執導。

## 故事簡介
午夜12点，在城市的一隅，一家食堂开始營業。菜谱只有猪肉味噌湯套餐，客人想吃的都可以点。这是老闆（小林薰 饰）的经营方针。特殊的风格和怀念的味道，招来了不少的客人。
大家喝着小酒，吃着自己钟情的食物，卸下一天的疲惫，谈论着遇到的趣事，或是独自品味忧愁。 在食物的香气里，在深夜特有的幽静和食堂内的袅袅暖意间，一齣齣充满人情味的故事被娓娓道来。有悲有喜，暗合着食物的酸甜苦辣。人生百味，尽在这四方食堂间。
本剧改编自安倍夜郎的同名漫画。2010年赢得第55届小学馆漫画奖“一般读者类别”奖项，并且获得第39届日本漫画家协会奖大奖。

### 各段故事梗概
2015年電影版由一個不知誰遺留下來的骨灰罈貫穿全場。如單元劇的風格，電影版仍然安排以食物講人生故事。
第一個故事是。講述出身貧寒而在東京作為不動產公司社長阿秀的情婦玉子小姐，聽到骨灰罈一事，又想到情夫日前突然亡故，玉子卻沒有獲邀參加葬禮，也沒有獲得情夫留下原先答應的遺產而感到很沮喪。雖然玉子說阿秀小氣，只請過她吃拉麵，但是近日常來用餐、喜歡做古城模型的工廠業務阿肇笑玉子自己吃飯的時候，也只有鐵板義大利麵，玉子回答:故鄉鄉下的窮人視義大利麵為大餐，阿肇喜歡上玉子，兩人隨後交往一陣子。後來證實是情夫的老婆竄改遺囑，情夫確實留下一筆錢要給玉子。玉子覺得阿肇配不上自己，就藉此機會與阿肇分手。店內老顧客排擠玉子，她也看得很開，老闆要她有空回來吃義大利麵。本段末，有鹽漬櫻花瓣乙節，似乎意味著玉子拿阿秀給她的遺產進行民間放款一事，正所謂無本生意。
第二個故事是。老闆近來手腕麻，工作不時卡卡的。美知(智)留在家鄉（新潟上越親不知）被男人騙到東京說要幫忙開料理店，結果存款被領光，身無分文，無處可躲、又渴又餓也多日未洗澡的美知(智)留來到食堂，飽餐一頓就趁老闆手麻打破盤子的情形下跑了。隔日又回來道歉並且請求工作，老闆提供她免費住在店的二樓。美知(智)留工作習慣了，騙錢的那男人出現，本來強要美知(智)留跟他回故鄉，剛好派出所警察扯謊演戲解圍。新橋高級料理店老闆娘提供工作機會給美知(智)留。
第三個故事是咖哩飯。與311大地震有關--幸運繩斷時，願望就會實現。受災戶謙三先生，因為太太下落不明（死亡，但找不到遺體），此時正好明美（曾與上司外遇，但又被上司拋棄，想離開東京）到災區當假日志工，由於明美經常探視一蹶不振的謙三，讓謙三產生錯覺並且依賴明美，希望與明美在一起。明美察覺後，就不再前往擔任志工，謙三反而追到東京。明美當面拒絕謙三，並且一晚在酒後，找到謙三下榻的旅館，直接嗆明不喜歡這樣被謙三騷擾，然後因為不勝酒力趴在桌上睡著。謙三覺悟了，真正愛一個人就不應該讓人困擾。隔日，老闆尚未營業，明美來到深夜食堂，懺悔似地向老闆承認，其實，她到災區，「災區的民眾都非常溫柔，卻也無比堅強，我幫個小忙，他們就感謝不已，謙三先生也是其中之一。」「我自私地利用他們來逃避現實」。老闆則認為，其實謙三早就看穿透她的想法，也建議該是明美放過自己的時候了。過不久，謙三來到食堂，而明美則在食堂後巷不敢進入。由於老闆決定將原本置放在二樓的骨灰罈送去超渡（辦法事）一番，常客決定送別而將骨灰罈拿下來。謙三看到骨灰罈，將它打開，發現裡面混雜著沙子，想到自己也是如此，不願接受自己太太已經死亡的事實，在骨灰罈中加入砂土，希望重量能夠幫助自己面對現實。但謙三自己也知道，這樣移情是不會幸福的。這一段話，讓在外面的明美掩面哭泣。後來，謙三搭巴士要回故鄉，明美特地來送行，還問說可以再去煮咖哩飯給他吃嗎?謙三很是高興，但是回答很多人等著妳去照顧呢（暗示著兩人的關係將重新正常地來過）。
骨灰罈之謎--每個人都有權利重新來過。塚口街子(電影阿信的年輕至中年女主角田中裕子)前來送禮道歉有關把骨灰罈留在食堂的事。25年前，街子年輕時婚後懷孕，前夫卻外遇拋棄她，街子後來再婚。前夫後來潦倒亡故，無親無故，街子念在夫妻一場領回骨灰罈，內加上亡夫年輕時最感自豪的甲子園之黑土(前夫於高中時曾到過甲子園比賽，而街子當時則是在球場旁賣刨冰的小妹)。街子帶著兒子經過食堂，吃完豬肉味噌湯定食後，兒子說不想將骨灰罈帶回家，街子覺得店內氣氛非常溫暖，就將骨灰罈遺留在食堂。不久，她打聽到前夫的骨灰盒被老闆寄放在寺廟後，便前往領回。
最後，窗外飄下今年的初雪，在附近工作結束的美知(智)留送來自製的菜餚，與食堂裡過節的常客們共享。
故事並沒有明顯的結局，也有幾個未解之橋段--1.新橋高級料理店老闆娘對深夜食堂老闆有意思? 2.喜歡聞派出所警察味道的拉麵外送女子。

## 角色

### 主要人物（電影）
- 老闆：小林薫
- 阿忠：不破萬作（演員）
- 小壽壽：綾田俊樹
- 龍：松重豐
- 野口：光石研
- 麻里鈴：安藤玉恵
- 美紀：須藤理彩
- 留美：小林麻子
- 香奈：吉本菜穂子
- 八郎：中山祐一朗
- 阿賢：山中崇
- 小道：宇野祥平
- 金本：金子清文
- 足立沙耶：平田薫
- 夏木泉：篠原友希子
- 香澄：谷村美月
- 小暮[注 1]：小田切讓[2]

### 客人（電影）
以下為電影版登場的角色。
- 川島玉：高岡早紀[3]
- 西田一：柄本時生
- 栗山美智留：多部未華子
- 塙千恵子：余貴美子
- 大石謙三：筒井道隆
- 杉田明美：菊池亞希子
- 長谷川忠雄：涉川清彥
- 塚口街子：田中裕子
- 上班族男人：向井理（友情出演）

## 外部連結

### 深夜食堂
- 互联网电影数据库（IMDb）上《Midnight Diner (深夜食堂)》的资料（英文）
- 《深夜食堂 （页面存档备份，存于）》在香港雅虎的電影頁面（繁體中文）
- Yahoo奇摩電影上《深夜食堂》的資料（繁體中文）
- 開眼電影網上《深夜食堂》的資料（繁體中文）
- 时光网上《深夜食堂》的資料（简体中文）
- 豆瓣电影上《深夜食堂》的資料 （简体中文）

## 資料來源
1. ↑  . 映画.com. 2014-08-15  [2014-12-09]. （原始内容存档于2018-05-07）.
2. ↑  . CinemaCafe.net. 2014-10-11  [2014-12-14]. （原始内容存档于2022-01-03）.
3. ↑  . CinemaCafe.net. 2014-08-15  [2014-12-14]. （原始内容存档于2022-01-03）.